# Cornutalis cauca
Cornutalis cauca är en insektsart som beskrevs av Albino Morimasa Sakakibara 1998. Cornutalis cauca ingår i släktet Cornutalis och familjen hornstritar. Inga underarter finns listade i Catalogue of Life.